# تدمير التراث الثقافي في غزة
أدّى الهجوم العسكري الإسرائيلي لقطاع غزة منذ شهر كانون الأول 2023 إلى تدمير الكثير من معالم التراث الثقافي في القطاع، فبالإضافة إلى سقوط عدد كبير من القتلى والجرحى ونزوح أكثر من 1.7 مليون فلسطيني، وتدمير المباني والبنية التحتية والأحياء والشوارع والأراضي الزراعية وغيرها، فقد تم استهداف المستشفيات والمدارس والجامعات والمكتبات والمتاحف والمساجد والكنائس عمدًا.
إن اتفاقية لاهاي لحماية الملكية الثقافية في حالة النزاع المسلح والتي تم توقيعها في عام 1954 من قبل 126 دولة ومن ضمنهم دولة فلسطين، تسعى لحماية مواقع التراث الثقافي في حالة الحروب، وبالرغم من أن إسرائيل قد وقعت على هذه الاتفاقية، إلا أنها تعمّدت تدمير الإرث التاريخي والثقافي لقطاع غزة في الحرب الأخيرة. وفقًا لتقرير لمجموعة التراث من أجل السلام، فقد قُدّر أن أكثر من 100 معلمٍ أثري وثقافي تم تدميره أو تضرّره نتيجة للهجمات الإسرائيلية المتواصلة في قطاع غزة. أما التقرير الأخير الصادر عن "أمناء المكتبات والأرشيف من أجل فلسطين" فشدّد أن تقييم حالة الأرشيفات والمكتبات والمتاحف في غزة في ظل القصف الإسرائيلي المتواصل ليس بالأمر السهل، وما تم توثيقه في التقرير يمثل مجرد جزء صغير من الضرر والخسارة الفعليين، ولا يعطي الصورة الكاملة.

## المواقع المدمرة

### الأماكن الدينية
قام الاحتلال الإسرائيلي خلال هذه الحرب بتدمير أكثريّة المساجد والكنائس في قطاع غزة، منها المساجد التاريخية مثل: المسجد العمري الكبير، مسجد السيد هاشم، مسجد عثمان قشقار، مسجد كاتب الولاية، مسجد الشيخ زكريا، ومن الكنائس التي قام الاحتلال بتدميرها، كنيسة القديس برفيريوس وتل أم عامر (دير القديس هيلاريون).

### المواقع التاريخية والأثرية
تعرّض معظم أجزاء البلدة القديمة للدمار، حيث تمّ تدمير أكثر من 146 بيت قديم وأسواق ومدارس قديمة وتاريخية، منها: بيت السقا الأثري، بيت الغصين، بيت ترزي، حمام السمرة، موقع البلاخية الأثري، ميناء الأنثيدون القديم، موقع تل رفح الأثري، سكة الحديد، مبنى بلدية غزة التاريخي، المستشفى المعمداني التاريخي، حي الدرج، حي الرمال، ساحة الجندي، شارع السكة، سوق الزاوية (سوق أثري تاريخي عمره عقود)، سوق القيسارية في حي الدرج (أحد أعرق أحياء المدينة ويتميز بمنازل يعود تاريخها لمئات السنين)، قلعة برقوق، قصر الباشا، المدرسة الكمالية وغيرهم.

### المكتبات والمؤسسات الأرشيفية والمكتبات التجارية
استهدف الاحتلال الإسرائيلي المكتبات والمؤسسات الأرشيفية في قطاع غزة عمدًا. من هذه المكتبات: المكتبة العامّة لبلدية غزّة، مكتبة بلدية خان يونس العامة، مكتبة ديانا تماري صبّاغ، مكتبة جواهر لال نهرو في جامعة الأزهر، مكتبة مركز الثقافة والنور، المكتبة الوطنية التي كانت في قيد الإنشاء. كما تم استهداف الأرشيف المركزي لقطاع غزة. كما وتم تدمير أكثر من تسع دور نشر ومكتبات لبيع الكتب، منها: مكتبة سليم الريس، مكتبة ومعرض الشروق الدائم الثقافية؛ ومن المكتبات التجارية: مكتبة القدس للخدمات الجامعية، شركة مكتبة ومطبعة النهضة التجارية (المعروفة بمكتبة لبد)، مكتبة التوفيق، مكتبة أنعيم، مكتبة الجليل، مكتبة سمسم، مكتبة اقرأ، مكتبة يزن، مكتبة خزاعة المركزية، مكتبة ومطبعة دار الأرقم، مكتبة ومطبعة دار المنارة، مكتبة ومطبعة لمسات فنية (قرطاسية + طباعة)، مكتبة ومطبعة البيان، مكتبة ودار نشر سمير منصور.

### المتاحف والمعارض والمسارح
قام الاحتلال بتدمير العديد من المتاحف والمعارض والمسارح، منها: متحف خان يونس، متحف القرارة الثقافي، متحف رفح، متحف العقّاد في خان يونس، متحف شهوان، متحف الخضري، متحف إبراهيم أبو شعر للتراث البدوي، متحف البادية للتراث البدوي، قرية الفنون والحرف (معرض)، غاليري التقاء للفنون البصرية المعاصرة، محترف شبابيك، مرسم الفنانة رفيدة سحويل، جدارية "لنا الأرض" على جدار مدرسة الكرمل، النصب التذكاري "الجندي المجهول". كما استهدف عددًا من المسارح منها جمعية ومسرح الوداد.

### المراكز الثقافية
تم تدمير أكثر من واحد وعشرون مركزًا ثقافيًا من أصل 76، منها: المركز الثقافي الاجتماعي الأرثوذكسي العربي، مركز رشاد الشوّا الثقافي (مركز ومسرح ومكتبة ومطبعة)، المركز الثقافي الاجتماعي العربي، هيئة دار الشباب للثقافة والتنمية، الاتحاد العام للمراكز الثقافية، مؤسسة السنونو للفنون والثقافة، ومركز اسعاد الطفولة. هذا وقد تحوّلت العديد من المؤسسات الثقافية الى مراكز أيواء للنازحين.

### جمعيات ومعاهد
من الجمعيات التي تم تدميرها: جمعية المرأة المبدعة وجمعية أبناؤنا للتنمية، جمعية مركز غزّة للثقافة والفنون، جمعية ميلاد، جمعية حكاوي للمسرح، الجمعية الفلسطينية للتنمية وحماية التراث، جمعية البيادر للمسرح والفنون، معهد كنعان التربوي النمائي.